# Georg Morning
Georg Morning (8. september 1893-6. oktober 1966) var en dansk atlet.
Georg Morning var medlem af Slagelse MK og fra 1916 IF Sparta. Han vandt tre danske mesterskaber i stangspring. 1918 tilhørte han med 3,71 og en 7. plads på verdensranglisten de bedste i verden i stangspring.

## Danske mesterskaber
- Guld 1918 Stangspring 3,60
- Guld 1917 Stangspring 3,40
- Guld 1916 Stangspring 3,50
- Sølv 1913 Stangspring 3,00

## Danske rekorder
- Stangspring:

3,46 1916
3,50 1916
3,55 1917
3,58 1917
3,64 1918
3,71 1918

## Personlig rekord
- Stangspring: 3,71 Østerbro Stadion 1. september 1918